# Christian Krüsi
Christian Krüsi (* 16. März 1827 in Urnäsch; † 9. Februar 1886 Basel; heimatberechtigt in Gais) war ein Schweizer Buchdrucker und Verleger aus dem Kanton Appenzell Ausserrhoden.

## Leben
Christian Krüsi war ein Sohn von Johannes Krüsi und der Anna Elisabeth Meier. Er heiratete Maria Louise Zahler, Tochter des Johannes Zahler. Eine zweite Ehe ging er mit Margretha Johanna Heim, Tochter des Salomo Heim, Wirt vom Kurhaus zum Ochsen und Gemeindehauptmann, ein. Ein drittes Mal heiratete er Maria Elisabeth Wenger, Tochter des Johann Ludwig Wenger. Er war ein Schwager des Johann Heinrich Heim. 
Er absolvierte eine Buchdruckerlehre in Herisau. Krüsi liess sich zu Beginn der 1850er Jahre in Basel nieder. Dort entfaltete er eine rastlose Tätigkeit als Buchdrucker und Verleger. Wegen der Verbreitung unzüchtiger Schriften wurde er 1853 zu drei Monaten Gefängnis verurteilt. Von 1852 bis 1857 gab er die Schweizerische National-Zeitung und ab 1859 bis 1862 die Schweizerische Illustrierte Zeitung heraus. Von 1861 bis 1870 publizierte er den Volks-Novellist. Es folgten von 1870 bis 1871 der Schweizerische Volksgarten und ab 1862 bis 1883 das Magasin illustré. Erfolgreicher war er als Verleger verschiedener Bilderwerke. Von diesen waren die Denkmäler der Weltgeschichte, erschienen von 1870 bis 1878, die bedeutendsten.